# Guatiza
Guatiza es una localidad de la isla de Lanzarote, España. Pertenece al municipio de Teguise, en la comunidad autónoma de Canarias. Tiene 804 habitantes (INE, enero de 2015).

## Situación
Se encuentra ubicado en el nordeste de la isla de Lanzarote, situado sobre un gran llano de tierras muy fértiles y rodeado de  los volcanes de Guenia, Tinamala, La Caldera y Las Calderetas. 
Para llegar a Guatiza desde Arrecife, capital de la isla, se toma la LZ-1 hacia el norte, pasando por el pueblo de Tahiche y, a unos 10 kilómetros, se llega a Guatiza. Si se continua hacia el norte está al pueblo de Mala (2 km), en el municipio de Haría. La costa está situada a unos 2 km hacia el este. Al oeste, se encuentra la Villa de Teguise (8 km), capital del municipio.

## Historia
Originariamente el pueblo estuvo situado en la ladera de la montaña donde hoy se encuentra el cementerio, ya que desde esa situación se veían aparecer los barcos de los mercaderes. Esta ventaja hizo que, a su vez, los moriscos saquearan en múltiples ocasiones sus casas, por lo que sus habitantes se trasladaron a la parte baja, en donde las montañas les ofrecían mayor seguridad.
En la actualidad sus casas se encuentran dispersas, formando un núcleo algo más compacto cerca de su Iglesia.

## Turismo

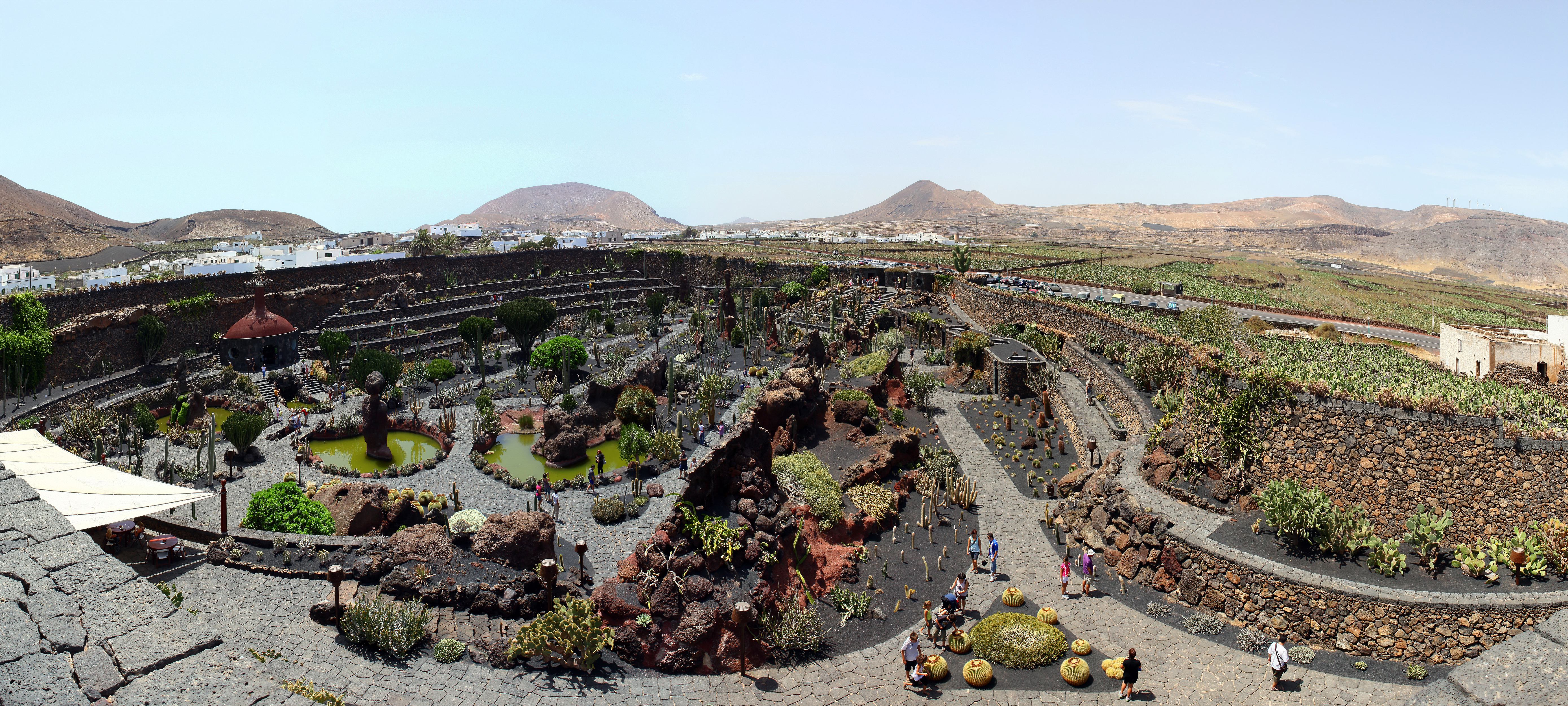
Jardín de cactus

El Jardín de Cactus es sin duda el lugar más conocido y visitado de Guatiza. Creado por César Manrique sobre una antigua cantera de la cual se extraía material volcánico, se extiende por una superficie aproximada de 5000 m² y en él se muestran 1400 cactus de 1000 especies diferentes originarias de todo el mundo: América, Madagascar, Canarias, entre otras.

## Deportes
En fútbol se encuentra el equipo de fútbol sala llamado Guatiza Atlético, fundado en el año en 1987. El club milita en la categoría preferente interinsular de Lanzarote.
También se encuentra el equipo de fútbol veteranos que milita en la liga Primera Interinsular de Lanzarote.